# Boris Konrad
Boris Nikolai Konrad (Bochum, 28 mei 1984) is een Duitse neurowetenschapper, geheugentrainer en meervoudig wereldkampioen geheugensport. Hij is verbonden aan het Donders Instituut van de Radboud Universiteit in Nijmegen

## Leven en werk
Konrad studeerde aan de TU Dortmund. Van 2010 tot 2014 deed hij promotieonderzoek naar bijzondere geheugenprestaties aan het Max-Planck-Institut für Psychiatrie en de Ludwig Maximilians-Universiteit in München.
Bij het wereldkampioenschap geheugensport 2008 in Bahrein werd hij wereldkampioen in het onthouden van woorden en namen. Hij vestigde diverse wereldrecords. Zo wist hij bij de Duitse kampioenschappen 2010 in 15 minuten respectievelijk 201 namen en gezichten en 280 woorden te memoriseren. Hij trad drie keer op de Duitse versie van het tv-programma Wedden, dat..?. Daar slaagde hij er onder meer in om in vier minuten de bestellingen van 50 restaurantgasten te onthouden. Ook was hij diverse malen te gast in programma's op de Chinese tv. In december 2012 was hij winnaar van het door de Duitse tv-zender ZDF uitgezonden programma Deutschlands Superhirn. Bij het toepassen van de mnemotechniek gebruikt Konrad bij voorkeur de loci-methode, waarbij hij de te onthouden gegevens koppelt aan plaatsen. In oktober 2013 publiceerde hij het populair-wetenschappelijke boek Superhirn - Gedächtnistraining mit einem Weltmeister. In het Guinness Book of Records 2014 wordt Konrad vermeld met de wereldrecords in het onthouden van namen en geboortedata, in 2016 met de wereldrecords in het onthouden van knipperende cijfers en hoofdsteden.
In 2017 publiceerde hij met zijn collegas een onderzoek naar de hersenen van geheugenathleten en de resultaten van geheugentraining in Neuron. Het onderzoek haalde de eerste plaats van alle in Neuron gepubliceerde onderzoeken volgens Altmetric (Metriek voor de aandacht van de populaire pers).
In 2018 publiceerde hij de Nederlandse vertaling van zijn tweede boek De geheimen van ons geheugen (Ambo Anthos), welke in week 41 voor de eerste keer de Nederlandse bestseller lijst bereikte. Voor de AVROTROS programma Dokters van morgen trainde hij presentatrice Antoinette Hertsenberg, welke daarna zelf beste Newcomer bij een internationale geheugenwedstrijd wordt. Ook zijn eind 2021 gepubliceerde boek Geheugensurvivalgids (Ambo Anthos) bereikte de Nederlandse bestseller lijst De Bestseller 60, voor het eerst in week 50 van 2021.
Sinds 2014 is hij verbonden aan het Cognitive Neuroimaging Center van de Donders Instituut for Brain, Cognition and Behaviour  aan de Radboud en RadboudUMC in Nijmegen.

## Bestseller 60
| Boeken met noteringen in de Nederlandse Bestseller 60 | Jaar van verschijnen | Datum van binnenkomst | Hoogste positie | Aantal weken | Opmerkingen |
| ----------------------------------------------------- | -------------------- | --------------------- | --------------- | ------------ | ----------- |
| De geheimen van ons geheugen                          | 2018                 | 10-10-2018            | 45              | 2            |             |
| Geheugensurvivalgids                                  | 2021                 | 15-12-2021            | 43              | 2            |             |